# Коџак
Коџак (енгл. Kojak), је америчка акциона крими драмска ТВ серија, у којој глуми Тели Савалас као насловни лик, детектив њујоршке полиције, поручник Теодополис „Тео“ Коџак. Коџак је био склон циничним досеткама и кршењу законских и других правила, како би злочинци били приведени правди. Публика је највише запамтила Коџакову страст према лизалицама и по обријаној глави, која је постала део мушке моде седамдесетих година 20. века. Заузимајући временски период предвиђен за приказивање популарне серије Кенон, емитована је на CBS-у од 1973. до 1978. године.
Године 2005. снимљен је римејк ТВ серије, где је насловни лик играо Винг Рејмс.
Године 1999. ТВ водич (енгл. TV Guide), је Теа Коџака сврстао на 18. место на својој листи 50 највећих ТВ ликова свих времена.
За улогу Коџака, глумац Тели Савалас награђен је наградом Еми и два пута Златним глобусом.
Серија је освојила награду Златни глобус за најбољу ТВ серију—драму (1976).